# Флаг Пителинского района
Флаг муниципального образования — Пите́линский муниципальный район Рязанской области Российской Федерации — опознавательно-правовой знак, составленный и употребляемый в соответствии с российскими и международными вексиллологическими (флаговедческими) правилами, является официальным символом муниципального образования — Пителинский муниципальный район, единства его территории, населения, прав органов самоуправления, его достоинства, исторического и административного значения.
Флаг утверждён 19 июня 2008 года и внесён в Государственный геральдический регистр Российской Федерации с присвоением регистрационного номера 4594.
Целями учреждения и использования флага Пителинского района являются: создание зримого символа целостности территории района, единства и взаимодействия населяющих его граждан, территориальной и исторической преемственности; воспитание гражданственности, патриотизма, уважения к исторической памяти, национальным, культурным и духовным традициям жителей района.

## Описание и символика
«Флаг Пителинского района представляет собой прямоугольное полотнище с отношением ширины к длине, равным 2:3, белого цвета, на котором помещено изображение чёрного токующего тетерева-косача с распущенным хвостом и обращённой вправо (влево от зрителя) головой, символизирующего силу и боевитость, а также богатство и плодородие природы района. Тетерев имеет червлёные (красные) брови (красный цвет — символ храбрости и неустрашимости), золотой клюв и лапы, символизирующие готовность к действию (клюв) и опору на свои силы (лапы), а также серебряные верхние перья в хвосте, на груди и двойные серебряные полосы на крыльях. Серебряные перья на груди образуют ромб — символ всесторонней активности, а также древний символ плодородия. Тетерев стоит на скрещённых золотых хлебных колосьях, символизирующих сельскохозяйственную основу экономики района и хлебное изобилие.
В знак территориально-административной принадлежности Пителинского района к Рязанской области в золотом поле, которое располагается вертикально у древка в отношении 1/4 к длине флага, помещена старинная зелёная княжеская шапка, венчающая главу князя в областном гербе. Шапка имеет чёрную соболью опушку и золотое украшение („городок“) с лазоревым самоцветным камнем, повторяющим цвет главы герба и волнистой перевязи и символизирующий драгоценный камень Пителинского района в венце Рязанской области. Высота княжеской шапки составляет 1/5 к ширине флага. Золотое поле у древка с изображением зелёной княжеской шапки сочетает в себе муниципальную и региональную символику».